# مرکز خیزش مردم انقلابی کردستان

مرکز خیزش مردم انقلابی کردستان

مرکز خیزش مردم انقلابی کردستان یک گروه سیاسی است که پس از واکنش‌ها به کشته‌شدن مهسا امینی که خیزش ۱۴۰۱ ایران را در پی داشت شکل گرفت و در شهریور ۱۴۰۱ اعلام موجودیت کرد. مرکز خیزش مردم انقلابی کردستان در سازماندهی شماری از اعتصابات و اعتراضات فراگیر در کردستان ایران نقش داشته و در جریان خیزش ۱۴۰۱ ایران، همسو با دیگر جریانات داخل ایران در فراخوان‌هایی مردم را دعوت به اعتصاب و اعتراض علیه جمهوری اسلامی کرده‌است.

## مواضع
- مرکز ابتکار عمل مردم انقلابی شرق کردستان در ۳۱ شهریور ۱۴۰۱ با انتشار بیانیۀ شمارۀ ۲ خود از وارد شدن مبارزات مردم به مرحله‌ای جدید خبر داد و با ارائۀ ۱۴ پیشنهاد عملی خواهان استفاده کردن از تجارب و دستاوردهای مبارزات اخیر و نیز تجارب مبارزات ۴۰ سالۀ مردم شد.[۱]
- مرکز ابتکار عمل مردم انقلابی شرق کردستان در ۱۷ مهر ۱۴۰۱ با انتشار بیانیۀ شمارۀ ۳ تحلیل خود را از وضعیت قیام و جنبش مردمی پس از قیام روز ۱۶ مهر ارائه کرد.[۲]
- مرکز ابتکار عمل مردم انقلابی شرق کردستان در ۲۰ مهر ۱۴۰۱ با انتشار بیانیۀ شمارۀ ۴ خود در تحلیلی از گسترش جنبش، آن را در مرحله‌ای دانست که «شکل و محتوای راستین یک انقلاب "برای آزادی" را به خود گرفته» است و باید برای ارتقای آن تشکل‌های سازماندهی را به‌صورت محلی در محلات شهرها ایجاد کرد و شیوۀ عمل «در کار اعتصاب، در خیابان اعتراض» را به پیش برد.[۳]
- مرکز ابتکار عمل مردم انقلابی شرق کردستان در ۲۲ مهر ۱۴۰۱ با انتشار بیانیۀ شمارۀ ۵ خود ضمن تأکید بر ضرورت اتحاد و همدلی همۀ مردم ایران و شرق کردستان برای برگزاری اعتراض و تظاهرات در روز شنبه ۲۳ مهر از طریق حضور در خیابان و اعتصاب در مراکز کار و نهادها فراخوان داد.[۴]
- مرکز ابتکار عمل مردم انقلابی شرق کردستان در ۲۸ مهر ۱۴۰۱ با انتشار بیانیۀ شمارۀ ۶ خود ضمن محکوم کردن «بازداشت‌ها و سرکوبگری فاشیستی علیه قیام‌کنندگان»، شادمانی خود را از اینکه به عنوان بخشی از مردم قیام‌کننده در همۀ شهرهای خیزش‌گر، در راستای مبارزات برای به دست آوردن امکان سازماندهی منظم خود و کسب تجربه برای مدیریت برنامه‌ها قرار دارد اعلام کرد و خواستار هرچه منسجم‌تر شدن «رهبریت عملی مردم» شد.[۵]
- مرکز خیزش انقلابی کردستان در اطلاعیه‌ای در ۲۲ آبان ۱۴۰۱ ضمن گرامیداشت یاد و خاطرۀ کشته‌شدگان اعتراضات آبان ۱۳۹۸ مردم را به حضور خیابان و اعتصاب در محل کار طی روزهای ۲۴ الی ۲۶ آبان فراخواند.[۶][۷]
- مرکز خیزش انقلابی کردستان در اطلاعیۀ شماره ١۰ خود در ۹ آذرماه ۱۴۰۱ سفر ابراهیم رئیسی رئیس جمهوری اسلامی ایران به سنندج را محکوم کرد و  آن را در راستای برنامه‌های مزورانه و عوامفریبانۀ رژیم دانست و از مردم خواست با اتخاذ موضعی اخلاقی به محکوم کردن رئیسی در خیابان‌ها بپردازند.[۸][۹][۱۰]
- مرکز خیزش انقلابی کردستان در اطلاعیۀ شماره ١١ خود در ۱۲ آذرماه ۱۴۰۱ از مردم ایران و کردستان ایران خواست که در روزهای ۱۴، ۱۵ و ۱۶ آذرماه دست به  اعتصاب و اعتراضات سراسری زده و کارزاری از قیام علیه جمهوری اسلامی به راه بیاندازند. در این اطلاعیه آمده که «ما مردمان ایران از بلوچ گرفته تا کُرد و از گیلک گرفته تا عرب و آذری» باید در اتحاد با یکدیگر به پا خیزیم و جلوی کشتار در کردستان و بلوچستان را بگیریم.[۱۱][۱۲]
- مرکز خیزش انقلابی کردستان در اطلاعیۀ شماره ١۲ خود در ۲ دی ۱۴۰۱ از همۀ مردم به ویژه خلق سقز خواست که به عنوان وظیفه‌ای اخلاقی و انسانی برای بزرگداشت کودکان کشته‌شده و نیز برای جلوگیری از اعدام جوانان زندانی در مراسم چهلم «دانیال پابندی» در روز ۵ دی در سقز  شرکت کرده و در صورت امکان در شهرهای دیگر نیز اکسیون اعتراضی برگزار کنند.[۱۳]
- مرکز خیزش انقلابی کردستان در اطلاعیۀ شماره ١۳ خود در ۵ دی ۱۴۰۱ اعلام کرد که در روزهای ۷ و ۸ دی همزمان با سالگرد اعتراضات ۱۳۹۶ و در روزهای ۹ و ۱۰ دی برای برگزاری مراسم‌های چهلم کشته‌شدگان اعتراضات در شهرهای مختلف کردستان همچون جوانرود، پیرانشهر، سنندج، سقز، دهگلان، بوکان و چند شهر دیگر به اعتراض خواهند پرداخت.[۱۴]
- مرکز خیزش مردم انقلابی کردستان با انتشار بیانیه‌ای در ۱۵ بهمن ۱۴۰۱ ضمن اشاره به عدم امدادرسانی درست به زلزله‌زدگان و سرکوب غیراخلاقی و بی‌رحمانۀ اعتراضات آن‌ها با ماشین آب‌پاش در سرمای زمستان و تبلیغات عوامفریبانۀ سپاه پاسداران با سوءاستفاده از بلایای طبیعی و نیز عرض تسلیت به خانواده‌های کشته‌شدگان و آرزوی شفای مجروحان این رویداد از مردم و سازمان‌های مدنی خواست تا برای امدادرسانی فوری به کمک مردمان کُرد و آذری در خطۀ خوی بشتابند.[۱۵][۱۶]
- مرکز خیزش مردم انقلابی کردستان در ۲۱ اسفند ۱۴۰۱ با انتشار بیانیه‌ای به مناسبت فرارسیدن نوروز در کردستان و ایران، ضمن اشاره به مبارزات مردم و جان باختگان راه آزادی و دموکراسی‌خواهی، اعلام کرد که به استقبال نوروز شتافته و از «همۀ آحاد، اقشار و توده‌های جامعۀ ایران و کردستان خاصه جوانان و زنان انقلابی» دعوت کرد که در کنار همدیگر جشن‌های نوروز را به خیابان برده و میادین نوروزی را به محل کارناوال آزادی‌خواهی تبدیل کنیم.[۱۷]